# 용호의 권
《용호의 권》(龍虎の拳, Art of Fighting)은 SNK가 제작된 대전 격투 게임 시리즈이다. 1980년대 말 도시 사우스타운이 배경으로, 극한류 공수도 도장의 제자 료 사카자키와 로버트 가르시아가 때아니게 납치극에 휘말려 벌어지는 사건을 다뤘다. 같은 회사에서 제작한 격투 게임 《아랑전설》과 무대가 겹친다. 서양 지역에선 《싸움의 기술》(영어: Art of Fighting)이라는 제목으로 발매됐다.
1992년에 출시된 《용호의 권》부터 1996년의 《용호의 권 외전》까지 총 3개의 게임이 제작됐다.

## 역사
- 《용호의 권》- 1992년
- 《용호의 권 2》- 1994년
- 《용호의 권 외전》 - 1996년

## 줄거리

### 등장인물
《용호의 권》의 주인공은 극한류 무술을 사용하는 료 사카자키와 로버트 가르시아이며, 그 외에 조연으로 료의 아버지 타쿠마 사카자키와 여동생 유리 사카자키가 있다.

## 같이 보기
- 더 킹 오브 파이터즈의 등장인물 목록
- 아랑전설의 등장인물 목록